# Phoenicobatopsis
Phoenicobatopsis är ett släkte av skalbaggar. Phoenicobatopsis ingår i familjen vivlar.
Kladogram enligt Catalogue of Life:
| Phoenicobatopsis | \| \| Phoenicobatopsis echinatus \| \| \| \| \| \| Phoenicobatopsis seticeps \| \| \| \| |
|                  | \| \| Phoenicobatopsis echinatus \| \| \| \| \| \| Phoenicobatopsis seticeps \| \| \| \| |
|                  | Phoenicobatopsis echinatus                                                               |
|                  |                                                                                          |
|                  | Phoenicobatopsis seticeps                                                                |
|                  |                                                                                          |